# Automotrici leggere Macchifer
Le Macchifer sono automotrici a due assi del tipo Schienenbus, costruite in Italia su licenza tedesca dalla Macchi di Varese, per il servizio su alcune ferrovie italiane in concessione.

## Storia
L'automotrice ha le sue origini progettuali in Germania e nasce dall'esigenza delle ferrovie tedesche appena uscite dal secondo conflitto mondiale di disporre di un rotabile automotore di basso costo, dalle caratteristiche spartane e di facile manutenzione nonché da costi di esercizio quanto più bassi possibili. Questo venne individuato nell'automotrice a due assi, costruita dalla Uerdinger Maschinenfabrik che era a sagoma ridotta, monomotore e ad unico macchinista con due posti di guida e in grado di trainare un rimorchio pilota di analoghe dimensioni. Tra il 1950 e il 1958 ne vennero immatricolate come gruppo VT 95 oltre 500 unità..
Nella prima metà degli anni cinquanta la Macchi di Varese, già impegnata nella costruzione di autobus, acquisì la licenza per produrre un tipo di Schienenbus adatto al mercato delle ferrovie secondarie italiane molte delle quali versavano in serie condizioni di disavanzo economico di esercizio. I rotabili vennero acquisiti in numero di 5 unità dalle Ferrovie Reggiane, che le immatricolarono come ALn 1201–1205 (con 2 rimorchi Rp 2001–2002), e di 2 unità dalle Ferrovie del Sud Est che le immatricolarono come Ad 21–22 (con le rimorchiate Rp 221–222). Il servizio sulle due reti si concluse all'inizio degli anni ottanta sulla prima e intorno al 1985 sulla seconda. 
È stata preservata solo l'unità ex ACT ALn 1204 che, restaurata a cura di alcune associazioni amatoriali, è stata utilizzata per servizi su ferrovie turistiche come la Ferrovia Basso Sebino e per il trasporto di comitive turistiche sulla Rovato–Iseo e sulla Brescia–Iseo–Edolo.

## Caratteristiche
La struttura dell'automotrice è essenziale; la cassa è autoportante, in lamiere d'acciaio saldate e irrobustite da nervature e longheroni. È vincolata mediante sospensioni a molla ad un telaio costituito anch'esso da longheroni di acciaio saldati che poggia su due sale dotate di cuscinetti a rulli e con sospensione a balestra. L'asse motore è soltanto uno; la forza motrice è fornita da un motore Diesel da 110 kW a 2000 g/m accoppiato mediante frizione idraulica ad un cambio elettromeccanico a sei marce. Tale semplice impostazione meccanica permette facilmente il telecomando dalla rimorchiata pilota che nelle Macchifer è accoppiata mediante normale gancio di trazione e cavo elettrico di comando.